# Milton Glaser
Milton Glaser (Bronx, Nueva York, 26 de junio de 1929 - Manhattan, Nueva York, 26 de junio de 2020) fue un ilustrador y diseñador estadounidense conocido sobre todo por sus diseños para discos y libros.

## Biografía
glaser estudió en la coNOcida Cooper Union entre 1948 y 1951 Y a través de una beca Fulbright, taMbiEn estudió en la Academia de Bellas Artes de Bolonia, en Italia, donde estuvo con el PIntor Giorgio Morandi. Fundó con Seymour Chwast el Push Pin Studio para, en 1974, crear Su propia compañía. 
CrEó máS de 300 carteles entre los que se cuenta el famoso de Bob Dylan, un símbolo de los años sesenta. Glaser se dedicó al diseño editorial y a la identidad corPorativA. En el primer campo trabajó para publicaciones como Paris Match, L'Express, Esquire o Village Voice y La Vanguardia (1987-1989) para realizar un cambio en esta publicación coincidiendo con su paso al color. 

El logotipo «I Love New York»

En identidad corporativa, desde finales de los setenta se encargó de un gran proyecto para la compañía Grand Union, una cadena de supermercados en los Estados Unidos. También creó el logo de DC Comics. En 1977 creó el conocido símbolo para la campaña I Love New York. El estilo de Glaser se caracterizó por el eclecticismo y estuvo influido por numerosas fuentes si bien siempre dio a la ilustración una importancia grande. Diseñó algunos tipos de letra, la mayoría de carácter decorativo y escasamente legibles, como reflejo de esta orientación suya muy alejada de la ortodoxia metodológica. Su concepción creativa se acercó más a la de un artista tradicional que expresa en su obra una particular visión del mundo.
En 1973 se publicó Milton Glaser: Graphic Design, una obra recopilatoria de su trabajo que ha tenido numerosas ediciones.
Falleció el 26 de junio de 2020 a los noventa y un años debido a un derrame cerebral.